# Hrádníky
Hrádníky (někdy uváděná též pod názvy Hradníky, Peliny nebo Pelíny, německy Pelin) jsou osada, která se nachází při ústí Ostroveckého potoka do Tiché Orlice, asi 1,7 km východojihovýchodně od náměstí v Chocni, dnes je součástí obce Zářecká Lhota. V dnešní době místní lidé chápou[zdroj?] pod názvem Peliny přírodní rezervaci a část města Choceň, místa ležící cca 1 km ZSZ od lokality Hrádníky. V osadě je jen několik domů.
Nad osadou se nachází ostroh s pozůstatky středověkého hradu či tvrze Hrádníky, za ním na plošině se nacházelo hradiště. Blízko je přírodní rezervace Hemže-Mýtkov.